# Cortinarius camphoratus
Cortinarius camphoratus là một loài nấm tán trong họ Cortinariaceae. Loài nấm này được tìm thấy ở châu Âu và Bắc Mỹ, nơi mà quả thể mọc trên mặt đất trong một liên kết rễ nấm với cây vân sam và linh sam trong các rừng cây lá kim. Loài nấm được đặc trưng bởi màu tử đinh hương xanh nhạt khi còn non, và mùi mạnh đặc biệt. Các nguồn bất đồng về xác nhận loài nấm này ăn được hay không, nhưng các nguồn thường khuyến cáo không nên ăn loài nấm này.
Loài này được tìm thấy ở châu Âu và Bắc Mỹ, nó được tìm thấy trên mặt đất phát triển đơn lẻ, phân tán, hoặc theo nhóm, thường là giữa tháng 9 và tháng 10.

## Hình ảnh

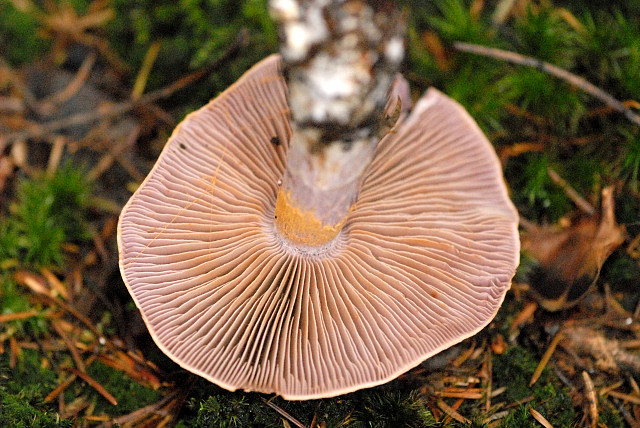
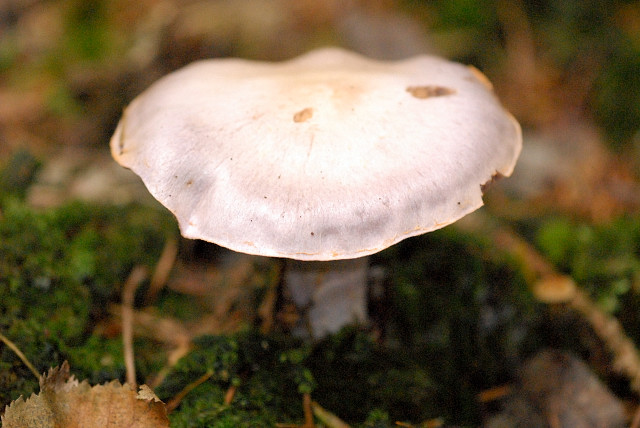
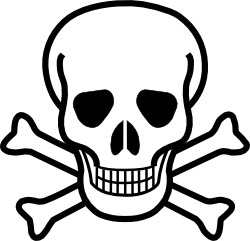
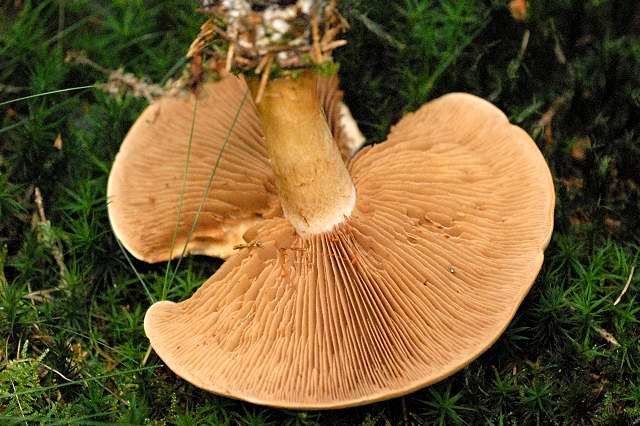